# Андріївський ліс
Андрі́ївський ліс (також відомий як Макаренський сад) — лісовий заказник місцевого значення. До заказника належать залишки панського парку у вигині річки Гайчур, біля північної околиці села Андріївка. Назва Макаренський сад — в честь його засновника Андрія Макаренка, чия садиба колись тут розташовувалася.
Земельна ділянка, оголошена заказником, являє собою лісовий масив з природними та штучно створеними лісонасадженнями. В насадженнях переважають берестова діброва з ясенем, кленом польовим, липою. Окрім сторічних дубів, від первинних насаджень майже нічого не залишилося. На території заказника ростуть чагарники, клен американський, тополя біла та бузина. Зростають цінні лікарські рослини: кропива двудомна, чистотіл великий, звіробій звичайний, алтей лікарський та інші.
Площа заказника — 10 га, створений у 1990 році.
Заказник оголошено з метою збереження і відтворення цінного ландшафту.
Основні завдання заказника:
- збереження і відтворення цінного лісового масиву;
- збереження і підтримання біорізноманіття флори та фауни заказника, в тому числі видів, занесених до Червоної книги України;
- підтримка загального екологічного балансу та забезпечення фонового моніторингу навколишнього природного середовища;
- поширення еколого-освітніх знань.

Використовується як рекреаційна зона.